# Voskressénskoie (Saràtov)
|  | Per a altres significats, vegeu «Voskressénskoie». |

Voskressénskoie (en rus: Воскресенское) és un poble de l'óblast de Saràtov, a Rússia, segons el cens del 2010 tenia 3.235 habitants.